# Abellio (azienda olandese)
Abellio Transport Holding BV è un'azienda ferroviaria olandese, controllata da Nederlandse Spoorwegen, che opera come holding dell'omonima azienda ferroviaria tedesca.
In precedenza l'azienda ha gestito servizi di trasporto anche nei Paesi Bassi (fino al 2017 attraverso Qbuzz), in Repubblica Ceca (tra il 2009 e il 2013 attraverso Probo Bus e Abellio CZ) e nel Regno Unito (tra il 2003 e il 2023 attraverso Abellio UK e Serco-Abellio).

## Storia
L'azienda è stata fondata nel 2001 col nome di NedRailways, venendo ribattezzata in Abellio Transport Holding in seguito all'acquisto della tedesca Abellio nel 2008.
Tra le prime attività dell'azienda vi fu la fondazione nel 2003 della joint venture paritetica Serco-Abellio con la multinazionale britannica Serco Group per la partecipazione a numerose gare d'appalto in ambito ferroviario; la joint venture si è aggiudicata nel 2003 la gestione del Merseyrail a Liverpool e la gestione di Northern Rail tra il 2004 e il 2016. Le operazioni britanniche sono state rilevate nel 2023 da Transport UK Group attraverso un management buyout portato avanti da Dominic Booth.
Nel 2008 è entrata nel capitale sociale della società di trasporto pubblico locale Qbuzz, acquisendone nel 2013 l'intero pacchetto azionario. Nel 2016 la capogruppo NS ha annunciato l'intenzione di vendere Qbuzz, acquistata nel 2017 da Busitalia-Sita Nord (gruppo Ferrovie dello Stato Italiane).
Nel 2009 ha acquistato l'operatore di trasporto pubblico locale ceco Probo Bus, fondando nel 2011 Abellio CZ. Le attività in Repubblica Ceca dell'azienda sono state vendute nel 2013 a Deutsche Bahn e affidate ad Arriva.